# 珍珠泉東駅
珍珠泉東駅（ちんしゅせんとうえき）は、中華人民共和国江蘇省南京市浦口区珍珠路と珍珠街の交差点にある、南京地下鉄4号線の駅である。

## 駅名
事業着手当初は南京地下鉄集団は「珍珠泉駅」の仮称を用いており、2023年5月24日に「珍珠泉東駅」を駅名として第一次公示され、2023年8月16日に第一次公示のより駅名が「珍珠泉東駅」に決定したことが発表された。

## 歴史
- 2026年4号線の駅として開業予定。

## 駅構造

### のりば
| 番線 | 路線            | 方面              | 行先          |
| ---- | --------------- | ----------------- | ------------- |
|      | 南京地下鉄4号線 | 南京北駅 方面     | 余家営 行き   |
|      | 南京地下鉄4号線 | 霊山・仙林湖 方面 | 華僑城東 行き |

## 隣の駅
南京地下鉄
■4号線
龍之谷駅 - 珍珠泉東駅 - 瑞龍郊野公園駅